# Colocleora potaenia
Colocleora potaenia là một loài bướm đêm trong họ Geometridae.